# Baleia-bicuda-de-cabeça-plana-do-sul
Baleia-nariz-de-garrafa-do-sul ou botinhoso-do-sul (Hyperoodon planifrons) é uma das duas espécies do género Hyperoodon. Fisicamente semelhante ao botinhoso-do-norte, esta espécie raramente tem sido observada nem nunca foi capturada por seres humanos, ao contrário da espécie congénero setentrional. Acredita-se que seja a baleia mais abundante no Oceano Antártico.
Medem cerca de 8 a 15 metros de comprimento quando adultos. Têm um bico longo, branco nos machos e cinzento nas fêmeas. A barbatana dorsal é relativamente pequena, de 30 a 38 centímetros, situada atrás do meio das costas, falciforme (forma de foice) e geralmente inclinada. As costas são de um cinzento mais claro que na espécie congénere do norte mas, tal como ela, tem a parte ventral mais clara.
O botinhoso-do-sul tem uma distribuição geográfica circumpolar pelo Oceano Antártico, tendo sido encontrado desde a costa Antártica, a sul, até à extremidade da África do Sul, ilhas setentrionais da Nova Zelândia e regiões meridionais do Brasil. Acredita-se que exista uma população global de 500 000 indivíduos (arredondado por excesso).